# Ranina Reddy
Ranina Reddy (n. en Bangalore, India) es una cantante de reproducción o playback, compositora y bailarina india.

## Carrera
Ranina Reddy se dio a conocer como cantante e intérprete a la edad de 12 años. Volvió a cantar la reproducción en el año 2008, interpretando un tema musical titulada "Kodaana Kodi" bajo la dirección de Yuvan Shankar Raja para la comedia "Saroja Venkat Prabhu el thriller". Desde entonces ha interpretado varias canciones, sobre todo para Harris Jayaraj. 

## Discografía
| Año  | Canción               | película          | Idioma | Director Musical   |
| ---- | --------------------- | ----------------- | ------ | ------------------ |
| 2008 | "Kodaana Kodi"        | Saroja            | Tamil  | Yuvan Shankar Raja |
| 2009 | "Rekkalu"             | Current           | Telugu | Devi Sri Prasad    |
| 2009 | "Murugun Superstar"   | Quick Gun Murugun | Hindi  | Raghu Dixit        |
| 2009 | "Thoothukudi Ranida"  | Vettattam         | Tamil  | V. Sree Sai        |
| 2010 | "Konjam Konja Vendum" | Drohi             | Tamil  | V. Selvaganesh     |
| 2010 | "Ola Olalaa Ala"      | Orange            | Telugu | Harris Jayaraj     |
| 2010 | "Bathing At Cannes"   | Engeyum Kadhal    | Tamil  | Harris Jayaraj     |
| 2010 | "Engeyum Kadhal"      | Engeyum Kadhal    | Tamil  | Harris Jayaraj     |
| 2010 | "Thee Illai"          | Engeyum Kadhal    | Tamil  | Harris Jayaraj     |
| 2011 | "Aga Naga Naga"       | Ko                | Tamil  | Harris Jayaraj     |
| 2011 | "Aga Naga Naga"       | Rangam            | Telugu | Harris Jayaraj     |
| 2011 | "Veera Veera"         | Veera (2011 film) | Telugu | Thaman             |
| 2011 | "Nenkudithey"         | Kandireega        | Telugu | Thaman             |
| 2011 | "Angelina"            | Kandireega        | Telugu | Thaman             |
| 2011 | "Maalai Mangum Neram" | Rowthiram         | Tamil  | Prakash Nikki      |
| 2011 | "Bhoome Gundranga"    | Dhada             | Telugu | Devi Sri Prasad    |